# Santa Cruz Bicycles
 (janvier 2024).
Si vous disposez d'ouvrages ou d'articles de référence ou si vous connaissez des sites web de qualité traitant du thème abordé ici, merci de compléter l'article en donnant les références utiles à sa vérifiabilité et en les liant à la section « Notes et références ».
Pour les articles homonymes, voir Santa Cruz.

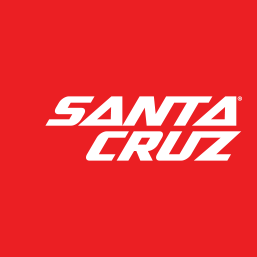
Logo de Santa Cruz Bicycles.

Santa Cruz Bicycles est un fabricant américain de vélo tout terrain haut-de gamme fondé en 1993 par Rob Roskopp, Mike Marquez et Rich Novak. Il est basé à Santa Cruz en Californie.